# Jérusalem (opera)
Jérusalem är en opera i fyra akter med musik av Giuseppe Verdi och libretto av Alphonse Royer och Gustave Vaëz. Operan är en fransk bearbetning av I Lombardi.

## Historia
Det hade blivit ett ökat intresse bland 1800-talets italienska operatonsättare att skriva för Paris olika operahus. Det som lockade var pengar, prestige och en flexibilitet när det gällde stilen. Rossini, Gaetano Donizetti och Vincenzo Bellini hade alla komponerat grand opéra. Då Verdi var i Paris 1847 anmodades även han att skriva en opera. Han hade ont om tid och skrev om sin opera från 1843 I Lombardi, som försågs med en ny fransk text med en delvis förändrad handling och fick titeln Jérusalem. Det är stora skillnader mellan platser och händelser i den franska versionen, delvis för att ändra om handlingen så att den franska inblandningen i det första korståget 1096-1099 blev en del av handlingen. Rollnamnen ändrades från italienska till franska, och karaktären Arvino (som fick bli greve av Toulouse) fick byta rollfack från tenor till baryton. Åtskilliga roller i originalversionen ströks, inklusive huvudtenoren Oronte. Den centrala romansen får mer utrymme och ett lyckligt slut. Verdi lade till den obligatoriska franska baletten och skrev ny musik, men ändrade även strukturen genom att ta bort material som han tyckte var svaga partier. Endast ett fåtal musiknummer förblev helt intakta. Operan hade premiär 26 november 1847 på Parisoperan.

## Personer
- Gaston, Viscount av Béarn (tenor)
- Greven av Toulouse (baryton)
- Roger, grevens bror (bas)
- Hélène, grevens dotter (sopran)
- Isaure, hennes sällskapsdam (sopran)
- Adhemar de Monteil, påvens sändebud (bas)
- Raymond, Gastons betjänt (tenor)
- En soldat (bas)
- En härold (bas)
- Emiren av Ramla (bas)
- Emirens officer (tenor)
- Riddare, damer, pager (kör)

## Handling
Akt I
Hélène har tillbringat natten med sin älskade Gaston. Deras familjer har länge legat i fejd med varandra, men på grund av Gastons kommande korstågsresa har de beslutat sig för att försonas. Innan hans avfärd ber Hélène och hennes förtrogna Isaure för Gaston. Greven stadfäster försoningen och välsignar det kommande äktenskapet mellan Gaston och Hélène. Men grevens bror Roger är rasande emedan han älskar Hélène. Han ger sig av. Påvens sändebud förkunnar att påven har utnämnt Gaston till ledare för korståget. Gaston svär trohet till påven och han får ta emot grevens vita mantel som en symbol för hans trohet. De går in i kapellet och Roger kommer tillbaka, förkunnande sitt hat mot Gaston. Han tar kontakt med en soldat med vilken han redan har smidit ränker att döda sin rival. Han instruerar soldaten att döda mannen som bär vit mantel. Inifrån kapellet hörs upprörda skrik. Soldatmördaren rusar ut följd av de andra medan Roger triumferar. Men det är Gaston visar sig och meddelar att greven har stuckits ned. Den infångade mördaren förs fram inför Roger, som försiktigt gestikulerar till honom att peka ut Gaston såsom den skyldige. Trots att han bedyrar sin oskuld blir Gaston bannlyst och sänd i exil av påvens sändebud.
Akt II
Roger har i åratal irrat runt i öknen. Ångerfull ropar han på förlåtelse. Gastons väpnare Raymond dyker oväntat upp helt utmattad och ber Roger, som han tar för en helig man, om hjälp. Han berättar att alla de andra korsfararna är försvunna. Roger skyndar för att hjälpa dem. Hélène och Isaure anländer för att finna eremiten som de tror kan berätta om Gastons öde. De blir förvånade över att finna Raymond, som berättar att Gaston lever men hålls fången i Ramla. Jublande förs de båda till staden av Raymond. En grupp förvirrade pilgrimer möter nyanlända korsfarare ledda av greven, som prisar Gud för att ha räddat honom undan mördarens dolk. Roger begär tillåtelse att få strida med dem. Gaston funderar på hur han ska fly då emiren anländer och varnar honom för att flyktförsök kommer att bestraffas med döden. Då förs den fångade Hélène in. Paret låtsas inte känna varandra, men emiren är misstänksam. De lämnas ändå obevakade och kan glädjas över återföreningen, tills Gaston försöker förmå Hélène att förskjuta honom för hans vanäras skull. Hon är fast besluten att stå vid hans sida. Från ett fönster kan de se korsfararna närma sig och försöker fly i tumultet men hindras av emirens soldater.
Akt III
Hélène befinner sig i emirens harem, omgiven av haremsdamerna som alla uttrycker sin sympati med henne. Emir kommer in och får meddelandet att de kristna är nära förestående att attacker staden. Han förkunnar att om inkräktarna är lyckosamma i sin attack kommer Hélènes huvud att rulla. Hélène blir förtvivlad. Gaston har flytt och rusar in för att finna Hélène, men deras lycka blir kort då korsfararna anförda av greven rusar in i rummet. Greven beordrar att Gaston ska dödas, han tror alltjämt att Gaston var ansvarig för mordförsöket på honom. Hélène trotsar både korsfararna och sin far. Greven tar henne med sig. Gaston förs in och påvens sändebud säger att påven har fördömt honom och att han kommer att avrättas nästa dag. Gaston ber om nåd men förgäves.
Akt IV
Eremiten Roger befinner sig i utkanten av korsfararnas läger. En procession av korsfarare och kvinnor anländer, däribland Hélène. Påvens sändebud närmar sig Roger och ber denne att trösta den dödsdömde. Gaston förs in men Roger vägrar att ge honom sin välsignelse. Istället ger han Gaston sitt svärd och manar honom att bege sig av och strida i Guds namn. Hélène och Isaure väntar på nyheter om striden om Jerusalem. De hör segerrop. Greven, sändebudet och korsfararna kommer in följda av Gaston med visiret på sin hjälm nedfälld. Prisad för sin hjältemod och ombedd att avslöja sin identitet, förkunnar Gaston att han nu är redo att avrättas. Just då förs den dödligt sårade Roger in och avslöjar att han är grevens bror. Han ber om nåd för Gaston och erkänner att han var den som planerade mordet på sin bror. Alla gläds över Gastons upprättelse medan Roger en sista gång blickar mot Jerusalem och sedan dör.